# 帚枝千屈菜
帚枝千屈菜（学名：Lythrum virgatum）为千屈菜科千屈菜属的一種直立小灌木。花瓣為紫红色，形狀近似椭圆形，基部較窄。花瓣的边缘常有锯齿。葉片則為线状披针形或披针形，有時也有微小锯齿。